# كيت جينينغز (سياسي أمريكي)
كيت جينينغز (بالإنجليزية: Kit Jennings)‏ هو سياسي أمريكي، ولد في 7 ديسمبر 1952 بغلاسكو في الولايات المتحدة. حزبياً، نشط في الحزب الجمهوري. وقد انتخب عضو مجلس ولاية وايومنغ وانتخب عضو مجلس نواب وايومنغ.